# Smilax horridiramula
Smilax horridiramula är en enhjärtbladig växtart som beskrevs av Bunzo Hayata. Smilax horridiramula ingår i släktet Smilax och familjen Smilacaceae. Inga underarter finns listade.